# Bering-tengeri csér
A bering-tengeri csér (Onychoprion aleuticus) a madarak osztályának lilealakúak (Charadriiformes) rendjébe, ezen belül a csérfélék (Sternidae) családjába tartozó faj.

## Rendszerezése
A fajt Spencer Fullerton Baird amerikai természettudós és ornitológus írta le 1869-ben, a Sterna nembe Sterna aleutica néven.

## Előfordulása
Kanadában, az Amerikai Egyesült Államok északi részén, Oroszország szibériai részén fészkel, telelni Indonézia, Japán, a Fülöp-szigetek, Hongkong és Szingapúr területeire vonul, Európában kóborló példányai előfordulnak. 
Természetes élőhelyei a tundrák, sziklás környezetben, tengerpartok, édesvizű tavak, lápok és mocsarak.

## Megjelenése
Testhossza 34 centiméter, szárnyfesztávolsága 75-80 centiméteres, testtömege 83-140 gramm.
|  |

## Szaporodása
Fészekalja 2-3 tojásból áll.

## Természetvédelmi helyzete
Az elterjedési területe rendkívül nagy, egyedszáma viszont csökken. A Természetvédelmi Világszövetség Vörös listáján sebezhető fajként szerepel.